# Os Trapalhões

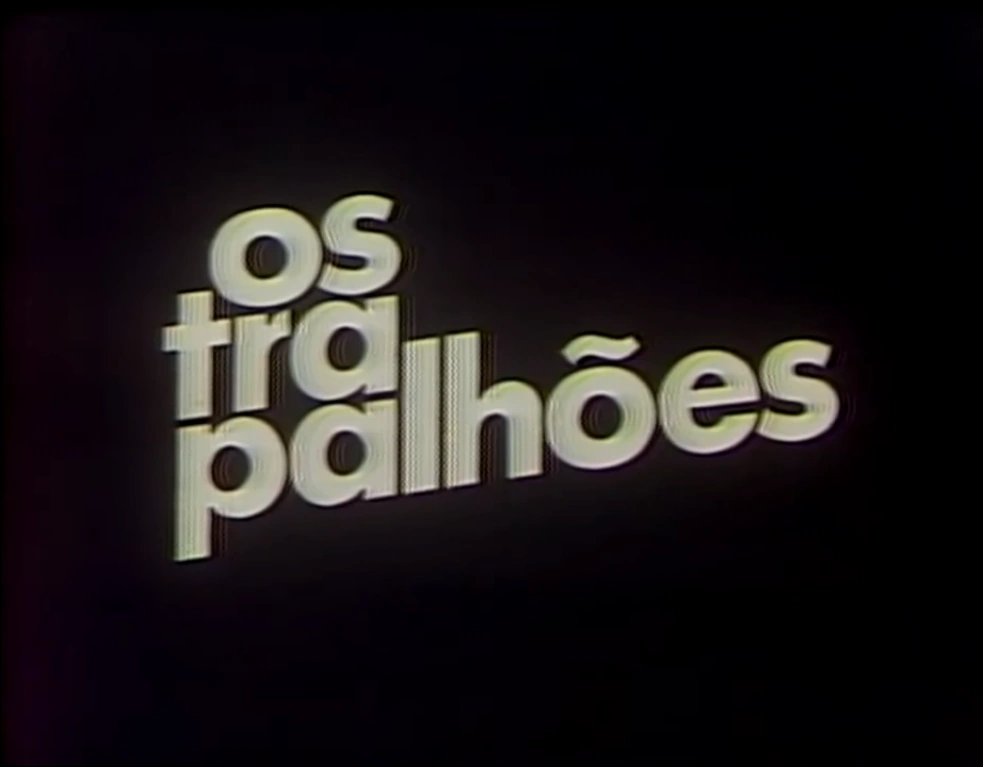
Logotipo utilizado para el Programa "Os Trapalhões" entre los años 1977-1984.

Os Trapalhões fue un famoso grupo cómico brasileño y también una serie televisiva. Sus cuatro personajes principales fueran Didi Mocó (Renato Aragão), Dedé Santana, Mussum y Zacarias.
El programa de televisión, entró en el Libro Guinness de récords mundiales, como el programa de humor de mayor duración en la TV con treinta años en antena.
Una Serie de comics basados en Os Trapalhões se publicaron en el
80 y 90, respectivamente, por "Bloch Editores" y Editora Abril.

### Personajes secundarios
- Dino Santana - Hermano de Dedé en la vida real. Interpretó varios papeles secundarios en la serie y en algunas películas de Trapalhões. Falleció en 2010..
- Carlos Kurt - Un hombre alto y rubio, de aspecto muy feo y ojos enormes. A menudo interpretaba papeles de villano, matón u otros enemigos en la serie y también en algunas películas de Trapalhões. Falleció en 2003.
- Roberto Guilherme - Un hombre obeso y calvo con quien Didi siempre se divertía quitándose la peluca. También interpretó numerosos papeles de antagonista, a veces junto a Carlos Kurt. Aunque interpretó numerosos personajes secundarios, el más memorable fue el de Sargento Pincel, quien lideró un ejército en el que los Trapalhões actuaban como soldados rasos. Falleció en 2022.
- Tião Macalé - Un hombre negro desdentado y muy gracioso que solía terminar las escenas diciendo "¡Nojento!" (en portugués, "asqueroso"). Esta frase lo hizo muy famoso tanto en la serie como en Brasil. Moisés Bruno dos Santos Gregório, el actor que dio vida al personaje, falleció en 1993.[2]
- Ted Boy Marino - Un luchador de la vida real con acento español (aunque de origen italiano) y un corte de pelo similar al de He-Man. Murió en 2012.[3]